# Carl Wilhelm Ferdinand Guhr
Carl Wilhelm Ferdinand Guhr (Comtat de Militsch (Silèsia) 27 d'octubre de 1787 - Frankfurt del Main (Alemanya) 23 de juliol de 1848) fou un violinista, director d'orquestra i compositor alemany.
Als vint anys fou nomenat director d'orquestra del teatre de Nuremberg, el 1813 passà amb el mateix càrrec a Wiesbaden i el 1814 el príncep de Cassel li confià la plaça de director de teatre i de la seva capella.
Guhr fou violinista de geni i director d'orquestra notable, introduint grans reformes en aquesta art. Estava dotat de tal memòria, que escrivia les partitures de Niccolo Paganini amb només haver-la escoltat.
Deixà diferents òperes i altres composicions, així com el llibre Ueber Paganini's Kunst die Violine zu Spielen, que va tenir gran èxit (Magúncia, 1831).